# Mirebel
Mirebel est une ancienne commune française située dans le département du Jura en région Franche-Comté, devenue, le 1er janvier 2016, une commune déléguée de la commune nouvelle de Hauteroche.

## Histoire

### Seigneurs
La Maison de Vienne possède le château et la seigneurie de Mirebel — Mirebel-en-Montagne ; aussi écrit Miribel ou Mirebeau, à ne pas confondre avec les Miribel d'Ain, de Drôme ou d'Isère, ni avec Mirebeau en Côte-d'Or — sans doute en héritage des comtes anscarides. Béatrice de Mâcon-Vienne († 1239), fille du comte Guillaume IV et arrière-arrière-petite-fille d'Étienne Ier, épouse Hugues III de Neublans d'Antigny et lui apporte les droits sur le comté de Vienne, Sainte-Croix, Lons en partie (le bourg Saint-Désiré) et Pymont, Mirebel. La maison de Neublans d'Antigny, à partir de leur fils aîné Hugues IV († 1277), comte de Vienne en 1250-1263, prend alors le nom de Vienne (cf. l'article Sainte-Croix).
Hugues IV, mari d'Alix (Alais) de Faucogney de Villersexel (1220-1285), a - pour fils aîné Philippe Ier ou II de Vienne, † 1303, seigneur de Lons en partie, Pagny, Seurre avec St-Georges : ses descendants, dont Guillaume, obtiendront par des mariages et des héritages Ste-Croix, Longwy, Ruffey et Montmorot, Chevreaux, Antigny, Commarin, Neublans, Binans etc. ; - et pour fils cadet Jean (Ier comme sire de Mirebel ; † vers 1318/1319), qui reçoit Mirebel. Jean épouse Agathe/Comtesson († 1302), dame de Roulans, fille d'Aymon II de Genève et de sa première femme Agnès de Montfaucon-Montbéliard probable dame de Roulans. Ils ont deux fils :
- ... Vauthier (Gauthier Ier), † 1344, sire de Mirebel, épouse Achillande fille de Jean de La Roche-en-Montagne et de Châtillon-sous-Maîche,
  - Henri, † 1371 (son frère est Jean, † 1382, évêque de Besançon, de Metz et de Bâle), x 1° Marguerite fille de Liébaut V de Bauffremont, et x 2° Jeanne d'Antigny († vers 1363 sans postérité, fille de Guillaume II seigneur de Ste-Croix et de Marguerite de Bourgogne-Montbéliard, dame entre autres seigneuries de Courchaton, Montfort, et Châtel-Maillot : à Grozon, pas Gros-Maillot ni le Château de Maillot aux Granges-Maillot, à Levier). Les secondes noces d'Henri avec Jeanne d'Antigny de Sainte-Croix restent stériles, mais les biens de Jeanne restent acquis aux descendants du premier lit d'Henri :
    - Gauthier/Vauthier (II), † 1390, fils d'Henri et Marguerite de Bauffremont ; sans postérité de sa femme Jeanne, fille héritière d'Hugues de Blonay seigneur de Joux. Vauthier II a un frère, Jean, et deux sœurs : Achillande (x Jean de Montfaucon-Vuillafans sire d'Orbe et Échallens) et Jeanne de Vienne (x 1° Jean de Rougemont : d'où la suite des sires de Montfort et Maillot, 2° Edouard de Dampierre-St-Dizier, et 3° Jean de Vergy-Champlitte). Le frère de Gautier II, Jean sire de Montfort et Courchaton (x Agnès de Grandson ?), transmet la succession à son propre fils :
      - Vauthier de Vienne (Gauthier III), † 1396 à Nicopolis, x Isabeau d'Estouteville († 1438[1], fille de Robert VII, † vers 1396), sans postérité.
        - Les seigneuries de Jeanne d'Antigny de Sainte-Croix (ci-dessus, la 2e épouse d'Henri) qui étaient passées aux Vienne-Mirebel, notamment Montfort, Châtel-Maillot et Courchaton, passent alors, par le truchement de son propre neveu Huguenin VII-VIII de Vienne seigneur de Seurre et Ste-Croix († 1390 ; il avait déjà hérité de nombreux autres fiefs de sa mère Marie d'Antigny et de sa tante Jeanne d'Antigny), au demi-frère consanguin de ce dernier, Guillaume de Saint-Georges (deux fils d'Hugues VI de Vienne).
Alors que Mirebel passe aux Rougemont et aux de Rye (ci-dessous) ; puis les suzerains, les Chalon-Arlay d'Orange, finissent par l'acquérir en large part dans le premier quart du XVe siècle, les Rougemont et les de Rye restant seigneurs en partie (idem d'ailleurs pour Montfort et Châtel-Maillot)

    - Jeanne de Mirebel, sœur de Gauthier II, x Jean de Rougemont seigneur de Rougemont, Ruffey (sur-l'Ognon) et Til-Châtel, d'où :
      - Guy II de Rougemont, † vers 1420, x Jeanne de Bourgogne-Monta(i)gu (1366-1426), fille de Jean seigneur de Sombernon et de Mâlain, et de Marie de Beaujeu petite-fille de Guichard VI, d'où postérité,
      - Marguerite, sans postérité, x Mathey (Mathé(e), Mathieu) de Rye seigneur de Balançon et de Fretterans († vers 1419 ; arrière-petit-fils de Guyot/Guy de Rye, lui-même † vers 1297 et seigneur de Neublans en partie ; veuf, Mathey de Rey se remarie avec Béatrix de Vienne, fille de Guy seigneur de Ruffey et de Marie de Thoire-Villars : d'où postérité),
      - Pérenelle de Rougemont, † vers 1419 avec postérité, x 1° Henri de Rye, † 1398, frère de Mathey ci-dessus, seigneur de Corcondray, puis x 2° Gauthier Ier de Bauffremont-Soye.
- ... et Guillaume, † 1360, seigneur de Roulans, x Claudine/Marguerite dame de Chaudenay, Chevigny et Corcelles-en-Malvaux (en-Mont-Veau ; à Chevigny), fille de Guillaume de Chaudenay ; parents de :
  - Jean de Vienne (1341-1396, tué à Nicopolis), amiral de France, sire de Roulans, Chevigny et Chevigny-Saint-Sauveur (ce dernier fief vendu en 1362) ; (son frère est - Guillaume, † 1407, archevêque de Rouen, évêque d'Autun et de Beauvais, abbé de Saint-Martin d'Autun et de Saint-Seine ; leur sœur - Jeanne de Vienne, x Jean de Nant, d'où Jean de Nant, archevêque de Vienne en 1405-23 puis évêque de Paris en 1423-1426 ; leur sœur - Alix de Vienne, dame de Chaudenay, x Robert de Beaujeu, demi-frère cadet d'Edouard : leur fille Jeanne de Beaujeu marie Jean de Cusance ; leur sœur - Catherine de Vienne, x Guillaume de Nant)
    - Philippe (1360-1413), sire de Roulans, fils de l'amiral Jean : Postérité.

## Politique et administration
| Période    | Période          | Identité                | Étiquette | Qualité |
| ---------- | ---------------- | ----------------------- | --------- | ------- |
| avant 1995 | ?                | Marcel Santonna         |           |         |
| mars 2001  | mars 2008        | Daniel Gailly           |           |         |
| mars 2008  | 31 décembre 2015 | Marie-Madeleine Perrard |           |         |

## Démographie
L'évolution du nombre d'habitants est connue à travers les recensements de la population effectués dans la commune depuis 1793. À partir du 1er janvier 2009, les populations légales des communes sont publiées annuellement dans le cadre d'un recensement qui repose désormais sur une collecte d'information annuelle, concernant successivement tous les territoires communaux au cours d'une période de cinq ans. 
Pour les communes de moins de 10 000 habitants, une enquête de recensement portant sur toute la population est réalisée tous les cinq ans, les populations légales des années intermédiaires étant quant à elles estimées par interpolation ou extrapolation. Pour la commune, le premier recensement exhaustif entrant dans le cadre du nouveau dispositif a été réalisé en 2007,.
En 2013, la commune comptait 247 habitants, en évolution de +4,22 % par rapport à 2008 (Jura : −0,23 %, France hors Mayotte : +2,49 %).
| 1793 | 1800 | 1806 | 1821 | 1831 | 1836 | 1841 | 1846 | 1851 |
| ---- | ---- | ---- | ---- | ---- | ---- | ---- | ---- | ---- |
| 572  | 617  | 684  | 614  | 606  | 625  | 586  | 628  | 674  |

| 1856 | 1861 | 1866 | 1872 | 1876 | 1881 | 1886 | 1891 | 1896 |
| ---- | ---- | ---- | ---- | ---- | ---- | ---- | ---- | ---- |
| 660  | 628  | 569  | 528  | 549  | 508  | 516  | 513  | 522  |

| 1901 | 1906 | 1911 | 1921 | 1926 | 1931 | 1936 | 1946 | 1954 |
| ---- | ---- | ---- | ---- | ---- | ---- | ---- | ---- | ---- |
| 436  | 444  | 403  | 371  | 337  | 333  | 322  | 287  | 287  |

| 1962 | 1968 | 1975 | 1982 | 1990 | 1999 | 2007 | 2012 | 2013 |
| ---- | ---- | ---- | ---- | ---- | ---- | ---- | ---- | ---- |
| 281  | 224  | 197  | 193  | 185  | 202  | 230  | 247  | 247  |

## Lieux et monuments
Sont à voir sur le territoire de la commune :
- Le château de Mirebel, ruiné, bâti dans le courant du XIIe siècle par les seigneurs de Vienne, démantelé par les troupes de Louis XI vers 1479 et achevé par celles de Henri IV en 1595. Actuellement, on y distingue très facilement un double site castral installé sur la même crête, et séparé l'un de l'autre par un grand fossé taillé dans le roc. On y distingue de même les vestiges d'un bourg castral en contrebas de la crête portant les vestiges du premier château : soubassements de maisons effondrées, puits, murgers, terrassements divers...
- L’église, placée sous le vocable de saint André, domine le village. La nef actuelle (couverte de laves, de même que la chapelle sud et la sacristie[7]) et le clocher datent de la fin de l’âge gothique, de même que le tableau au fond du chœur qui, quant à lui, pourrait remonter au XIIIe siècle, comme la petite chapelle en contrebas. Certains pensent que le clocher, placé sur le côté de la nef, est également plus ancien que celle-ci.
- Le belvédère Notre-Dame du Guet dit la Vierge. La statue de la Vierge est située sur une petite avancée rocheuse qui domine le village en contrebas. On peut y admirer la vue sur le Premier Plateau, la Combe d’Ain, le lac de Chalain, et sur les plateaux s’élevant vers les chaînes du Haut Jura.
- Le château du XVIIIe siècle, fief de la famille de Buretel de Chassey.

## Personnalités liées à la commune
- Pierre Lacroix fut instituteur à Mirebel avec son épouse dans les années 1930. Il fut l'un des proches collaborateurs du grand pédagogue Célestin Freinet.